# Commission royale d'enquête sur le bilinguisme et le biculturalisme
La Commission royale d’enquête sur le bilinguisme et le biculturalisme (aussi appelée Commission Laurendeau-Dunton, d’après les noms de ses deux coprésidents) est une commission d’enquête instituée par le gouvernement canadien de Lester B. Pearson le 19 juillet 1963 avec le mandat de « faire enquête et rapport sur l’état présent du bilinguisme et du biculturalisme, et de recommander les mesures à prendre pour que la Confédération canadienne se développe d’après le principe de l’égalité entre les deux peuples qui l’ont fondée, compte tenu de l’apport des autres groupes ethniques à l’enrichissement culturel du Canada, ainsi que les mesures à prendre pour sauvegarder cet apport ».
La commission a publié son rapport et ses recommandations de 1967 à 1970. Elle a exercé une influence considérable sur le paysage intellectuel au Canada, sur l’idée du rôle que le Québec pouvait jouer au sein de la Confédération canadienne, et sur les politiques linguistiques et culturelles des gouvernements du Canada et du Québec par la suite.

## Contexte
Dans un éditorial daté du 20 janvier 1962, André Laurendeau, alors rédacteur en chef du journal Le Devoir, demande la mise sur pied, par Ottawa, d’une « enquête royale » destinée à s’attaquer au « problème de la Confédération ». Selon lui, cette enquête doit avoir trois fins : premièrement, « savoir ce que les Canadiens, d’un océan à l’autre, pensent de la question [du bilinguisme] »; deuxièmement, « étudier la façon dont les sociétés aux prises avec les mêmes questions les ont résolues »; et troisièmement, « connaître la situation qui est faite aux deux langues dans tous les services fédéraux ». Cela est nécessaire, selon Laurendeau, car il existe un « malaise canadien-français, de plus en plus ressenti, de plus en plus aigu ». Et, « à l’heure actuelle, ce champ est abandonné aux séparatistes ».

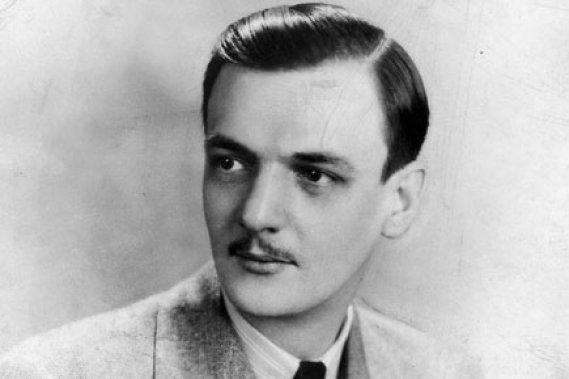
André Laurendeau, vers 1945.

La question linguistique, c’est-à-dire la question du statut de la langue française au Canada, est en train d’acquérir au Québec, à l’époque, « une nouvelle signification cruciale pour les francophones ». Le climat politique au Québec est alors bouillonnant : par exemple, un parti indépendantiste, le Rassemblement pour l’indépendance nationale (RIN), a été fondé en septembre 1960. L’année suivante, un des fondateurs du RIN, Marcel Chaput, publie l’essai Pourquoi je suis séparatiste, qui connaîtra un très grand retentissement, avec plus de 40 000 exemplaires vendus au cours des années 1960.
Pour contrecarrer le séparatisme, il est donc temps, selon Laurendeau, que « prennent action [sic] ceux qui croient, à certaines conditions fondamentales, en l’avenir du Canada ». André Laurendeau demande que le gouvernement fédéral prenne au sérieux la « menace séparatiste » et travaille à développer une vision du Canada dans laquelle les Québécois de langue française se sentiraient inclus.
Le climat social au Canada est alors marqué par un double mouvement : d’un côté, il y a, selon le sociologue John Porter, les anglophones qui cherchent leur identité; de l’autre, il y a les francophones qui cherchent à affirmer et à défendre la leur. Ce double mouvement avait déjà été noté de longue date, par exemple par l’auteur Hugh MacLennan dans son livre Deux solitudes, publié en anglais en 1945 (et traduit en français en 1963). Mais au début des années 1960, ce mouvement redouble en force et en intensité. Le contexte de l’après-guerre est alors marqué par le déclin de l’Empire britannique et la montée en puissance des États-Unis, deux facteurs qui ébranlent l’identité des Canadiens anglais, laquelle est traditionnellement fortement liée à celle de l’Empire britannique. Une inquiétude quant au devenir du Canada se fait jour progressivement. Comment assurer la pérennité du Canada dans le contexte de l’après-guerre? Comment éviter que le pays n’éclate ou ne se fasse absorber par les États-Unis? Quel socle identitaire peut-on donner au Canada en remplacement de l’identité impériale britannique – un socle identitaire qui serait susceptible de rallier les Québécois et, plus largement, les francophones partout au pays? Voilà la question qui se pose et le problème de fond qui travaille une partie des élites intellectuelles et universitaires canadiennes. Cela définit le contexte dans lequel naît la Commission royale d’enquête sur le bilinguisme et le biculturalisme.
Rappelons que, selon le recensement de 1961, les personnes d’origine ethnique française constituent alors 30,37 % de la population canadienne, tandis que celles d’origine ethnique britannique constituent 43,84 % du total, l’origine ethnique « autre » représentant 25,75 % de la population. Les francophones forment alors un bloc non négligeable de la population canadienne; le gouvernement fédéral néglige à ses risques et périls cet important électorat.

## Création et mandat de la commission
Le climat d’ébullition politique qui prévaut alors au Québec conduit Lester B. Pearson, chef du Parti libéral du Canada (PLC), à inclure la demande d’enquête sur le bilinguisme formulée par André Laurendeau dans sa plateforme politique pour l’élection de 1963. Le 8 avril 1963, Pearson obtient 128 sièges et 41 % des voix; il forme un gouvernement minoritaire. Pearson adhère alors, au moins en partie, à la vision promue par André Laurendeau voulant que le Canada anglais doive faire une plus grande place aux francophones. À cette époque, Pearson déclare, par exemple, que le Québec est « sous certains aspects fondamentaux non pas une province comme les autres, mais la patrie d’un peuple ».
Son statut minoritaire au Parlement fédéral ne l’empêche pas de lancer la Commission royale d’enquête sur le bilinguisme et le biculturalisme, qui est créée le 19 juillet 1963. Son mandat est de « faire enquête et rapport sur l’état présent du bilinguisme et du biculturalisme au Canada et de recommander les mesures à prendre pour que la Confédération canadienne se développe d’après le principe de l’égalité entre les deux peuples qui l’ont fondée, compte tenu de l’apport des autres groupes ethniques à l’enrichissement culturel du Canada, ainsi que des mesures à prendre pour sauvegarder cet apport; en particulier:
1- faire rapport sur l’état et la pratique du bilinguisme dans tous les services et institutions de l’administration fédérale – y compris les sociétés de la Couronne – ainsi que dans leurs contacts avec le public, et présenter des recommandations de nature à assurer le caractère bilingue et fondamentalement biculturel de l’administration fédérale; 
2- faire rapport sur le rôle dévolu aux institutions, tant publiques que privées, y compris les grands organes de communication, en vue de favoriser le bilinguisme, de meilleures relations culturelles ainsi qu’une compréhension plus répandue du caractère fondamentalement biculturel de notre pays et de l’apport subséquent des autres cultures[, et] présenter des recommandations en vue d’intensifier ce rôle; et 
3- discuter avec les gouvernements provinciaux, compte tenu de ce que la compétence constitutionnelle en matière d’éducation est conférée aux provinces, les occasions qui sont données aux Canadiens d’apprendre le français et l’anglais et présenter des recommandations sur les moyens à prendre pour permettre aux Canadiens de devenir bilingues ».
De plus, le Comité du Conseil privé recommande que « MM. André Laurendeau et Davidson Dunton soient présidents conjoints de la Commission et que M. André Laurendeau en soit l’administrateur en chef».
Le reste de la Commission est composée de dix commissaires provenant des diverses régions du Canada et reflétant la dualité linguistique et ethnique du pays, soit : Clément Cormier, Royce Frith (en), Jean-Louis Gagnon, Gertrude M. Laing, Jean Marchand, Jaroslav Rudnyckyj, Francis Reginald Scott, Paul Wyczynski, Paul Lacoste et N. M. Morrison. À noter que Léon Dion agit pour la Commission comme conseiller spécial à la recherche. Un des critères essentiels pour être nommé à la Commission est d’être bilingue.

## Les travaux de la commission
Afin d’amorcer son travail, la Commission organise d’abord une série de rencontres régionales comportant des rencontres privées et d’autres publiques. Lors de ces rencontres, les commissaires posent systématiquement aux participants les trois mêmes questions : 
1) « Ces deux peuples, l’anglophone et le francophone, peuvent-ils et veulent-ils vivre ensemble? » 
2) « À quelles conditions nouvelles? »
3) « Et ces conditions, sont-ils prêts à les accepter? »
Ces questions résument « le problème central tel que la Commission le voit ». En tout, 14 séries de rencontres publiques sont tenues dans différentes villes du Canada (Ottawa, Montréal, Toronto, Vancouver, Winnipeg, Québec, Halifax, Moncton, Regina, Edmonton). Au total, ces rencontres publiques conduiront au dépôt de 409 mémoires à la Commission.
Ces rencontres publiques sont complétées par des réunions entre les commissaires; entre septembre 1963 et mars 1971, les commissaires vont tenir 83 rencontres se déroulant sur deux ou trois jours.
Les travaux de la Commission portent principalement sur deux sujets : 1) le bilinguisme et 2) le biculturalisme. D’emblée, les commissaires s’entendent sur le fait que le bilinguisme, tel qu’il est entendu par la Commission, est un bilinguisme institutionnel et non pas individuel. Ce bilinguisme doit viser à faciliter les communications et à permettre aux francophones de recevoir des services publics dans leur langue. Comme le souligne Davidson Dunton dans un document de travail : « La Commission ne vise pas à ce que tous les Canadiens en viennent à parler les deux langues, ni [à] faire en sorte que les Canadiens anglais parlent tous français ou l’inverse ».
La Commission écrit : « [N]ous devons l’admettre, dès le départ : si la Commission a été formée, c’est, dans une certaine mesure, pour examiner les griefs formulés de plus en plus vigoureusement par les Canadiens français et en particulier par le Québec. C’est le Canada français qui, par ses porte-parole, se déclare insatisfait de l’état [des] choses actuel et assure qu’il est victime d’inégalités inacceptables. » 
Selon André Laurendeau, le rôle de la Commission dépasse le simple fait de réaliser une enquête et un rapport sur la « crise canadienne ». Ce rôle consiste à « informer le peuple canadien des moyens à prendre pour assurer l’unité et la survivance du Canada ». Dans l’esprit d’André Laurendeau, « le [r]apport final [doit] être la pierre angulaire d’une Confédération nouvelle, construite sur le principe de l’égalité des peuples fondateurs ». C’est donc à un véritable « projet de pays », un projet de « refondation du Canada », que Laurendeau convie les commissaires.
Ceux-ci, cependant, ne s’entendent pas tous sur la nature de ce projet. Dès le départ, des divergences se font jour. La question de la définition appropriée à donner aux termes bilinguisme et biculturalisme, par exemple, termes qui sont au cœur du mandat de la Commission, se révèle beaucoup plus ardue que prévu et occupera la Commission jusqu’à la rédaction du rapport final. Jaroslav Rudnyckyj, un commissaire d’origine ukrainienne, met en effet de l’avant une définition du bilinguisme qui déborde le cadre strict des services publics pour englober les sphères « individuelles et communautaires » et, ce qui est encore plus notable, qui inclut la langue maternelle d’autres groupes ethniques présents au Canada, des langues autres que l’anglais et le français. Selon sa définition, le bilinguisme anglais-ukrainien, par exemple, serait reconnu comme étant un bilinguisme « non officiel » tandis que le bilinguisme anglais-français serait reconnu comme un « bilinguisme officiel ». Son interprétation des termes du mandat est donc largement inspirée par la section qui évoque « l’apport des autres groupes ethniques ». Le bilinguisme, de même que le biculturalisme, sont des notions qui, à ses yeux, débordent le cadre de la « dualité » telle qu’elle est entendue au Canada depuis la Conquête, soit la présence de deux peuples, deux « nationalités », deux langues, l’anglais et le français. À son avis, plutôt que de s’attacher à une dualité stricte, il faut s’attacher à l’idée d’un « bilinguisme multiple » et d’un « biculturalisme multiple ». On s’approche donc, en faisant un détour par le « multi-biculturalisme », de la notion de multiculturalisme qui sera mise de l’avant par Pierre Elliott Trudeau, plus tard.
Pour André Laurendeau, cependant, la notion de biculturalisme fondé sur la dualité anglais-français est centrale à son engagement, et cette notion implique « un nouveau pacte » afin que le dominant et le dominé puissent enfin se concevoir comme des égaux : « Je reste un nationaliste canadien-français qui ne croit pas au séparatisme et qui se demande comment deux nations peuvent vivre au sein de quelle fédération – deux nations dont l’une est dominatrice, et l’autre dominée, mais ne veut plus l’être. » Laurendeau rédige un document qui détaille l’essence de sa conception des choses : « L’idée-force du mandat, et par conséquent de la Commission, c’est celle de l’égalité entre les deux peuples qui ont fondé la Confédération canadienne. Il s’agit d’un principe dynamique; l’égalité est une chose à réaliser constamment. Deux postulats se dégagent en effet de l’idée même de cette Commission ainsi que du mandat qu’elle reçoit; l’un : que cette égalité n’existe pas; l’autre : qu’elle est possible, au moins jusqu’à un certain point. » De plus, il affirme que ce principe d’égalité « ne reçoit aucune frontière géographique ». Une triple enquête doit être réalisée afin de concrétiser le mandat : d’abord une étude des faits afin de prendre « la mesure des inégalités actuelles », ensuite une enquête sur les causes de cette inégalité, et pour conclure « une étude des remèdes ».
Rapidement, la Commission comprend que « l’étude des faits » ne peut être réalisée avant que, justement, ces « faits » ne soient rassemblés. La Commission doit donc mettre sur pied un appareil de recherche afin de collecter, trier et analyser les données pertinentes, qui permettront de poser un diagnostic précis. La Commission procède donc à l’embauche de nombre de spécialistes et d’analystes, et fait appel aux plus grands intellectuels de l’époque. Parmi ceux-ci, mentionnons Kenneth McRae, Michael Oliver, Charles Taylor et Léon Dion. Notons également qu’au « comité consultatif de la recherche » siègent entre autres Jacques Parizeau, futur premier ministre du Québec, ainsi que Pierre Elliott Trudeau, futur premier ministre du Canada.
La Commission fait aussi appel à de l’expertise externe afin de réaliser des analyses et des études; ainsi, 24 universités canadiennes, 5 universités américaines et 6 universités d’autres pays participent aux travaux de la Commission. Le bureau de la recherche réalise ou fait réaliser au total 178 études. Près de 80 chercheurs externes et universitaires ainsi que 137 étudiants et stagiaires participent aux travaux de la Commission, ce qui signifie qu’une bonne partie du milieu universitaire canadien en sciences sociales de l’époque est impliqué, de près ou de loin. La Commission va jusqu’à organiser un colloque, qui se tiendra du 26 au 30 avril 1965 à Ottawa, afin de favoriser les échanges intellectuels pertinents pour les thèmes de recherche qu’elle a retenus.
Cette puissance intellectuelle en fait alors, selon l’historien Jack Granatstein, « la plus grande organisation de recherche au pays ». Le plan de recherche couvre l’organisation économique, sociale, culturelle et politique du Canada ainsi que les questions de démolinguistique et de démographie.

## Rapport de la Commission
Le rapport final de la Commission est déposé à partir de 1967. Il comporte six volumes. Livre 1 : Les langues officielles (1967). Livre II : L’éducation (1968). Livre III : Le monde du travail (1969). Livre IV : L’apport culturel des autres groupes ethniques (1970). Livre V : La capitale fédérale (1970). Livre VI : Les associations volontaires (1970).
Le premier livre, qui traite des langues officielles, met la table pour ce qui va suivre.
Le mandat de la Commission était de faire enquête sur « l’état présent du bilinguisme et du biculturalisme » et de recommander les mesures à prendre pour que « la Confédération canadienne se développe d’après le principe de l’égalité entre les deux peuples qui l’ont fondée, compte tenu de l’apport des autres groupes ethniques à l’enrichissement culturel du Canada ».
On y rappelle d’abord que, selon le recensement de 1961, les Canadiens d’origine britannique constituent 44 % de la population, suivis des Canadiens d’origine française à 28 %, allemande à 6 %, italienne et ukrainienne à 3 % chacun, et juive à environ 1 %. L’anglais est la langue maternelle de 58,5 % de la population, tandis que le français est celle de 28,1 % de la population. Vingt-six pour cent des Canadiens dont la langue maternelle est l’anglais ont une origine autre que britannique mais parmi ceux dont la langue maternelle est le français, seuls 3 % ont une origine autre que française. Ces chiffres indiquent que l’anglais a une capacité d’assimilation presque neuf fois plus grande, relativement, que celle du français au Canada, alors qu’il n’y a que 1,6 fois plus de Canadiens d’origine britannique que de Canadiens d’origine française. L’anglais a donc une vitalité qui déborde de loin la simple proportion démographique du groupe d’origine ethnique britannique. Cette vitalité tient au contrôle par les Canadiens d’origine britannique des principales institutions politiques et économiques du Canada.
La Commission s’oppose explicitement à ce que l’on entende le vocable groupe ethnique comme suggérant l’idée qu’il existerait des « différences ethniques » basées sur l’appartenance à ces groupes et que ceci devrait constituer une base et un « principe organisateur de la société ». Cela serait inacceptable, car « une législation fondée sur l’origine ethnique ou le groupe ethnique irait directement à l’encontre du principe selon lequel tous les hommes sont égaux devant la loi ». Si la Commission admet que l’origine ethnique peut continuer à exercer une influence d’ordre culturel sur l’individu dont les parents ont opté pour une autre langue, cela est très variable d’un groupe à l’autre et d’un individu à l’autre, et il est difficile d’en tirer une règle précise. En conséquence, la Commission, qui doit « faire des recommandations » et les « fonder sur des réalités aisément discernables », est « forcée d’accorder beaucoup plus d’importance au fait linguistique qu’à l’origine ethnique». En résumé, « l’ethnicité » est un phénomène que la Commission, « à cause de sa nature même, considère le plus souvent comme étranger à son propos ».
Enfin, soulignons que la question autochtone est exclue des travaux de la Commission : « son mandat ne contient aucune référence aux populations indigènes du Canada. S’il fait état de deux peuples fondateurs […] il ne mentionne ni les Esquimaux ni les Indiens […] [L’]expression “autres groupes ethniques” désigne les hommes de diverses origines qui sont arrivés au Canada pendant ou après la fondation de l’État canadien actuel, et […] elle ne rejoint pas les premiers occupants de notre pays ».

### Le bilinguisme individuel
Le bilinguisme auquel fait référence la Commission est celui relatif « aux langues dont fait mention l’article 133 de l’Acte de l’Amérique du Nord britannique (A.A.N.B.), soit l’anglais et le français ». Si l’individu qualifié de « bilingue » connaît « plus ou moins » deux langues, le bilinguisme « intégral », c’est-à-dire la maîtrise égale de deux langues, est chose « rare » et « peut-être impossible ». En pratique, la majorité des personnes bilingues ont une bonne connaissance de leur langue maternelle et une connaissance plus ou moins étendue de leur langue seconde. De plus, le bilinguisme « passif » (compréhension orale ou écrite) est beaucoup plus fréquent et facile à atteindre que le bilinguisme « actif » (pouvoir s’exprimer oralement dans la langue seconde). D’emblée, la Commission s’inscrit donc en faux contre la vision voulant qu’un bilinguisme « intégral » et égalitaire puisse réellement exister à grande échelle.
Le recensement de 1961 dénombre 2,25 millions de bilingues au Canada, ce qui représente 12 % de la population canadienne. Parmi eux, 1,5 million sont d’origine ethnique française et seulement 0,32 million sont d’origine ethnique britannique, ce qui signifie que les deux tiers environ des bilingues canadiens sont de langue maternelle française; au Canada, le bilinguisme est donc surtout le fait des francophones.

### Le bilinguisme institutionnel
Pour la Commission, un pays bilingue n’est pas un pays dont tous les habitants doivent être bilingues sur une base individuelle; il faut plutôt que les principales institutions du pays, publiques ou privées, soient à même de dispenser leurs services dans les deux langues. En conséquence, pour jauger adéquatement l’état du bilinguisme, il ne suffit pas de compter le nombre d’individus bilingues; il faut plutôt tenter de mesurer la place relative des locuteurs de chaque langue dans toutes les sphères de la vie, ainsi que la position qu’ils occupent et les occasions qui leur sont offertes.
Il ne faut pas sous-estimer l’importance de la question linguistique, car la langue est un « élément fondamental propre à l’homme ». La langue, comme la couleur de la peau, peut devenir une étiquette facilement repérable pour ceux qui chercheraient à faire d’un groupe différent du leur un bouc émissaire.

### La culture
Quant à la culture, qui correspond au deuxième mot clé du mandat (biculturalisme), la Commission la définit comme « une manière globale d’être, de penser, de sentir; c’est un ensemble de mœurs et d’habitudes, c’est aussi une expérience commune; c’est enfin un dynamisme propre à un groupe qu’unit une même langue ». La participation à une culture peut être plus ou moins intense selon les personnes. Celles qui sont plongées dans un milieu étranger en subiront fortement l’influence; c’est le phénomène de l’acculturation, qui frappe nombre de Canadiens francophones au bureau ou à l’usine.
Au Canada existent deux cultures dominantes, l’une de langue française et l’autre de langue anglaise, et ces cultures s’incarnent dans des « sociétés distinctes ». Ainsi, le Québec forme « une société francophone distincte ».
La langue est donc « beaucoup plus qu’un simple moyen de communication » et la culture est beaucoup plus que « la persistance de quelques traits psychologiques ou folkloriques ».

### Le principe d'égalité
Le « principe d’égalité », ou « equal partnership », n’est pas seulement, dans l’esprit de la Commission, l’égalité des deux peuples qui ont fondé la Confédération, mais aussi celle de leurs langues et de leurs cultures respectives. En ce sens, l’égalité telle qu’entendue par la Commission est loin de se restreindre à une égalité juridique des langues, telle que la chose sera proposée plus tard par Pierre Elliott Trudeau. Ce « principe d’égalité » est « l’idée-force du mandat ».
Cette idée n’est pas en conflit avec l’égalité fondamentale de tous les êtres humains reconnue dans la Déclaration universelle des droits de l’homme, dans son article 2. Le principe d’égalité n’est pas en opposition avec l’égalité des individus : il vise « l’égalité des anglophones et des francophones en tant que tels, quelle que soit l’origine ethnique de chacun ». Ceci ne signifie pas que va s’établir une égalité absolue entre tous les membres de tous les groupes; on vise plutôt à établir une égalité des chances réelle, en vertu de laquelle le « fait de parler anglais ou français » ne sera source ni d’avantages ni de désavantages.

### Les langues officielles
Le principe directeur de la Commission est énoncé de la façon suivante : « la reconnaissance par la loi et dans la pratique des deux langues officielles, même là où l’une des deux est parlée par une minorité, dès que, numériquement, celle-ci paraît viable ». C’est là, selon la Commission, une conception positive de l’égalité selon laquelle les droits linguistiques seront respectés et mis en valeur quand les circonstances le permettront. L’unique problème sera d’évaluer, justement, ces « circonstances ». Alors que, à l’époque, le Québec est bilingue à la fois en théorie (article 133 de l’Acte de l’Amérique du Nord britannique) et dans la pratique (dans son administration publique, dans les relations avec les citoyens, dans ses municipalités), la chose est loin d’être vraie pour les provinces anglophones où vivent d’importantes minorités francophones, qui jouissent rarement du niveau de reconnaissance et de bilinguisme dont jouissent les anglophones au Québec. Pour les anglophones au Québec, cette politique de bilinguisme officiel est de nature à consolider des droits déjà larges et solidement établis, tandis que, pour les francophones, il s’agit surtout de créer des droits qui n’existent pas ou qui ne sont pas respectés, ce qui, si « la situation n’est pas rapidement redressée », les conduit et les conduira de plus en plus à « l’assimilation linguistique ».
Ce principe de reconnaissance du bilinguisme ne vise pas que le gouvernement fédéral. Des réformes linguistiques s’imposent dans les administrations « fédérales, provinciales et locales ». Si seul le gouvernement fédéral offre ses services dans les deux langues, cela sera « valable mais incomplet » eu égard au principe d’égalité. La première recommandation de la Commission est la suivante : « que l’anglais et le français soient formellement déclarés langues officielles du Parlement du Canada, des tribunaux fédéraux, du gouvernement fédéral et de l’administration fédérale ». Cette égalité doit être « complète » et s’appliquer à tous les organismes relevant du Parlement et du gouvernement fédéral. Elle doit être « incontestable », sans quoi « [nous] retomberons dans les mêmes débats ».
À l’époque, selon un sondage, 60 % des personnes (91 % des francophones et 48 % des anglophones) sont d’accord pour que l’anglais et le français soient les deux langues officielles. La Commission indique même que « toutes les provinces devront accepter le bilinguisme officiel dans leur champ de compétence ». Elle recommande que « les provinces du Nouveau-Brunswick et de l’Ontario [déclarent] d’elles-mêmes qu’elles reconnaissent l’anglais et le français comme langues officielles, et qu’elles acceptent le régime linguistique découlant de cette déclaration ». Ces provinces à elles seules abritent alors 95 % des Canadiens de langue maternelle française hors du Québec. Leur donner un statut bilingue voudrait dire que la presque totalité des francophones au Canada se verraient reconnaître des droits linguistiques réels.
La Commission recommande que « les provinces autres que le Québec, le Nouveau-Brunswick et l’Ontario reconnaissent l’usage du français et de l’anglais dans leurs assemblées législatives, et que ces provinces procurent à leurs minorités francophones les services appropriés en français ». La situation du Manitoba et de la Nouvelle-Écosse étant particulière à cause de l’histoire de ces provinces (« les [M]anitobains de langue maternelle française bénéficiaient autrefois de droits étendus en matière de langue et d’éducation »), la Commission suggère même que ces provinces pourraient vouloir faire un pas de plus et se déclarer officiellement bilingues. Cela signifie qu’elles devraient légaliser l’usage de la langue française dans les débats de l’assemblée législative, que les débats, registres, procès-verbaux seraient publiés également en français, que « certains services administratifs » et judiciaires seraient disponibles dans la langue minoritaire dans les régions bilingues de la province. En outre, les provinces bilingues devront organiser leur système d’éducation en vue de « servir les deux communautés linguistiques ».
De plus, pour ouvrir l’avenir, la Commission recommande que « toute province canadienne dont la minorité linguistique officielle atteindra ou dépassera dix pour cent déclare qu’elle reconnaît l’anglais et le français comme langues officielles ».

### Les districts bilingues
Afin de rendre concret et applicable le bilinguisme, la Commission recommande la création de « districts bilingues » dans les régions du pays où la minorité officielle est assez importante sur le plan numérique. Pour être concret, pour exister réellement, le bilinguisme devra s’incarner aux niveaux fédéral, provincial et municipal. Ces districts seront délimités par « voie de négociation entre le gouvernement fédéral et le gouvernement provincial concerné ».
À l’intérieur de ces districts, l’offre linguistique découlant des compétences fédérales, provinciales et municipales sera coordonnée et uniformisée pour répondre de manière efficace à des besoins linguistiques réels. Les districts seront délimités, au départ, à l’aide des divisions de recensement utilisées par Statistique Canada. Pourraient devenir des districts bilingues les divisions de recensement où 10 % ou plus de la population a comme langue maternelle la langue officielle minoritaire.
À l’époque, 54 divisions de recensement satisfont au critère des 10 %; 43 d’entre elles sont situées au Québec, en Ontario et au Nouveau-Brunswick; les autres sont en Nouvelle-Écosse (4), à l’Île-du-Prince-Édouard (1), au Manitoba (4), en Saskatchewan (1) et en Alberta (1). Vingt-quatre de ces districts bilingues seront créés pour la minorité anglophone au Québec et 30 pour la minorité francophone hors Québec.

### La capitale fédérale
A fortiori, cette notion de district bilingue doit aussi s’appliquer à la capitale fédérale, définie par la région d’Ottawa-Hull. Dans cette région, 38 % de la population a le français comme langue maternelle en 1961, soit 24 % du côté ontarien et 85 % du côté québécois. Pour la Commission, la capitale canadienne doit « refléter clairement le caractère du Canada. Elle doit témoigner avec éclat qu’il est un pays de deux grandes cultures, que deux langues y sont officielles. Il faut que les Canadiens de langue française ou anglaise arrivant dans la capitale, et les visiteurs de l’étranger, puissent se dire qu’elle reflète la dualité linguistique du pays. Il faut que les Canadiens des deux langues se sentent chez eux dans la capitale ».

### L'éducation
« L’éducation a pour objet fondamental la langue et la culture; par ses établissements, elle les transmet à la génération montante et en assure le progrès. » Ainsi, l’égalité entre les deux peuples ne pourra s’incarner vraiment que si l’accès pour les francophones à une éducation en français est équivalent à l’accès des anglophones à une éducation en anglais. Le principe d’égalité comporte, « pour un groupe minoritaire, la possibilité de maintenir son identité linguistique et culturelle ». Cette possibilité passe par « la présence d’établissements qui en fassent le véhicule de l’instruction et rehaussent son prestige ».
Mais à l’époque, l’AANB ne protège ni l’anglais ni le français comme langue d’enseignement au Canada. Il existe de profondes inégalités de traitement entre les francophones hors Québec et les anglophones du Québec en éducation, les premiers disposant rarement d’écoles et les seconds disposant d’un système très bien financé de l’école primaire jusqu’à l’université. Ainsi, pour ce qui est du financement d’écoles de langue française hors Québec, les francophones ont été victimes de discrimination de la part des gouvernements, à majorité anglophone : « dans toutes les provinces, le Québec mis à part, l’anglais est devenu la langue dominante de l’enseignement, et quand le français était permis, c’était à titre exceptionnel ». « Ces gouvernements provinciaux, lorsqu’ils eurent décidé d’établir certaines normes d’enseignement, ne virent pas la nécessité de pourvoir également aux besoins des deux groupes linguistiques. » « Les ministères de l’Éducation des provinces anglophones n’ont jamais établi leurs programmes scolaires en fonction du droit des parents canadiens de faire instruire leurs enfants dans la langue officielle de leur choix. Chacune des provinces a résolu à sa manière le problème que posait l’éducation du groupe minoritaire par des concessions consenties sous l’influence des réclamations soutenues des francophones. Résultat : l’enseignement français s’y est développé de façon anarchique et les possibilités d’études en français sont très limitées. » 
Par conséquent, les minorités francophones « ont été, dans une large mesure, privées du droit à l’enseignement dans leur langue maternelle ». Or, l’école est « le cadre le plus nécessaire au maintien de la langue et de la culture; celles-ci, à défaut de l’école, ne peuvent conserver leur vitalité. Le résultat varie d’une province à l’autre, mais il est prouvé qu’un grand nombre de francophones, en dehors du Québec, perdent graduellement leur culture ».
Le sort réservé aux anglophones du Québec est tout le contraire : « L’anglais est la langue maternelle de moins d’un Québécois sur six. À plus d’un titre, toutefois, les anglophones du Québec ne sauraient être considérés vraiment comme une minorité. » 
La Commission recommande que « soit reconnu dans les systèmes scolaires le droit des parents canadiens de faire instruire leurs enfants dans la langue officielle de leur choix; l’application concrète de ce principe sera fonction de la concentration démographique de la minorité ». Ceci signifie que « [c]haque province établira ou soutiendra des écoles primaires et secondaires utilisant l’anglais comme unique ou principale langue d’enseignement et des écoles primaires et secondaires utilisant le français comme unique et principale langue d’enseignement, dans les districts bilingues et les autres régions appropriées que déterminera la législation provinciale; mais aucun terme du présent article ne sera interprété comme interdisant les écoles où l’anglais et le français auraient une importance égale en tant que langue d’enseignement, ou celles qui pourraient dispenser l’enseignement dans une autre langue ». La Commission recommande que, « dans les districts bilingues, l’enseignement public aux niveaux élémentaire et secondaire soit dispensé dans chacune des deux langues officielles »; et que, « dans les districts bilingues, les écoles de la minorité de langue officielle dispensent normalement l’enseignement dans la langue maternelle de cette minorité ».
Longtemps, le modèle d’école proposé aux francophones hors Québec a été « l’école bilingue » : le français était toléré aux premiers cycles scolaires et était progressivement évincé au fil du cheminement, l’idée étant de conduire progressivement les francophones jusqu’aux études postsecondaires en anglais, vu comme la langue normale des études supérieures dans les provinces autres que le Québec, et de les préparer à travailler en anglais. Les écoles bilingues agissaient ainsi comme des foyers d’assimilation pour les francophones. La Commission souligne que « l’école doit faire contrepoids au milieu linguistique où baigne l’enfant ». Elle suggère donc de mettre fin aux écoles bilingues : « nous recommandons que, dans les écoles de la minorité de langue officielle, la langue maternelle soit matière au programme de toutes les classes et de toutes les sections ».
La Commission se positionne également en faveur du choix, par les parents, de la langue d’enseignement de leurs enfants : « Nous recommandons que l’on reconnaisse aux parents le droit de choisir pour leurs enfants ou l’école de la majorité ou l’école de la minorité de langue officielle, si les deux existent dans la localité. » Le bémol à apporter à ce « libre choix » est le suivant : « Nous recommandons qu’on préserve le caractère linguistique et culturel particulier des écoles de la minorité de langue officielle en limitant, s’il y a lieu, le nombre d’élèves de la majorité de langue officielle qui pourront fréquenter ces écoles. »

### L'enseignement supérieur
Par ailleurs, si la Commission discute longuement, dans son rapport, des écoles primaires et secondaires, qui doivent constituer la base d’un système d’enseignement dans la langue de la minorité linguistique, elle n’oublie pas les niveaux supérieurs : « Un système d’enseignement complet ne pouvant se terminer au cours secondaire, les élèves des écoles que nous recommandons pour les minorités seraient voués à une formation insuffisante s’ils n’avaient la possibilité de poursuivre leurs études. Les objectifs pédagogiques et culturels que nous avons assignés aux écoles de la minorité linguistique valent pour les établissements qu’il faudra créer après l’école secondaire. Eux aussi devront favoriser une connaissance plus approfondie de la langue et du patrimoine culturel chez les étudiants de la minorité. » Hors Québec, la Commission recommande que « l’enseignement universitaire en langue française soit offert aux minorités francophones chaque fois que les effectifs possibles le permettront ».
Le « principe d’égalité » cher à la Commission doit s’incarner également au niveau universitaire : « L’égalité des deux groupes culturels au Canada comporte pour chacun le droit le plus large à l’enseignement en sa propre langue [à l’université]. » Il ne s’agit pas, cependant, de dédoubler toutes les structures et tous les programmes : « Même au Québec, d’égales possibilités d’études universitaires pour la minorité anglophone ne supposent pas une réplique exacte de l’enseignement supérieur en français. Les trois universités québécoises de langue anglaise dispensent une grande variété de cours du premier et du deuxième cycle. Mais parce que la population francophone est plus nombreuse, l’enseignement supérieur en langue française se développera plus rapidement et disposera de moyens, dans l’enseignement spécialisé et la recherche, qu’on ne pourra trouver dans les établissements de langue anglaise. Les anglophones désireux de se spécialiser dans ces domaines devront ou continuer leurs études en français, ou les poursuivre à l’extérieur de la province. » 
De plus, la Commission n’est pas favorable aux universités « bilingues » : « nous recommandons que l’université d’Ottawa et l’université Laurentienne se donnent comme objectif prioritaire d’augmenter le nombre des cours entièrement en français sanctionnés par un diplôme ». Comme pour les écoles primaires et secondaires, le milieu de vie offert durant les études devrait rehausser le statut de la langue minoritaire.

### Le monde au travail
Le mandat de la Commission spécifie qu’il faut que celle-ci examine les mesures à prendre afin que la Confédération canadienne se développe selon le « principe de l’égalité entre les deux peuples qui l’ont fondée ». Or, cette égalité englobe non seulement « les droits expressément reconnus aux deux langues », mais aussi, ce qui est fondamental, « les aspects socio-économiques de la réalité canadienne ». Ce principe d’égalité doit faire en sorte que personne n’ait à « renoncer à sa langue maternelle en entrant au bureau le matin ». Il serait « grotesque de soutenir, avec certains, que les francophones ont les mêmes avantages que les anglophones, puisqu’ils peuvent s’élever aussi vite et aussi haut que les anglophones s’ils sont capables de travailler dans les deux langues ».
Il faut donc faire en sorte que le francophone puisse gagner sa vie dans sa langue et que celle-ci ne soit pas un frein à ses aspirations professionnelles : « L’égalité linguistique officielle a une portée très limitée si elle ne s’accompagne pas de chances égales sur le plan économique. En effet, une langue qui n’est pas utilisée dans le monde du travail ne peut à long terme s’épanouir, malgré les dispositions législatives garantissant son emploi dans les services publics, devant les tribunaux et à l’école. » Pour la Commission, la question de l’emploi des langues au travail revêt donc une importance capitale. Le sociologue Jacques Brazeau écrivait par ailleurs, parlant de l’utilisation du français dans le domaine technique et scientifique : « à plusieurs égards le français est une langue non employée au Canada ».
Afin de brosser un portrait de la situation, la Commission fait donc produire une foule d’études et d’analyses sur les questions du niveau de revenu, d’instruction et d’emploi, de la profession ainsi que de la propriété des entreprises, croisant ces variables avec la langue et l’origine ethnique des travailleurs. Il s’agit d’un travail novateur.
Le portrait qui en ressort est le suivant : « Les résultats de ces recherches montrent que la situation économique et sociale des francophones dans le monde du travail est beaucoup moins favorable que celle des anglophones. Les francophones sont en position nettement inférieure en matière de revenu, d’instruction, de statut professionnel et de notoriété des entreprises, comme le confirment une faible présence aux échelons supérieurs tant dans l’administration fédérale que dans l’entreprise privée ainsi qu’un emploi restreint du français dans ces organismes. L’inégalité entre francophones et anglophones n’est pas un fait nouveau, mais l’ampleur des différences établies par nos recherches fait ressortir la nécessité de s’attaquer résolument aux causes de ces disparités pour que la Confédération canadienne se développe selon le principe d’égalité. » 
Certains résultats de recherche produits par la Commission, par exemple le lien entre le revenu, la langue et l’origine ethnique, créent une véritable onde de choc au Québec lors de leur publication. Au Québec, les bilingues d’origine ethnique britannique gagnaient moins que les unilingues anglais d’origine britannique. Quant aux travailleurs d’origine ethnique française, ceux qui étaient unilingues anglais gagnaient plus que les bilingues, tout en gagnant moins que les unilingues anglais d’origine ethnique britannique. Au Québec, les unilingues anglophones étaient ceux qui gagnaient le plus. Il n’existait même pas de « prime » au bilinguisme; dans le monde du travail, le français était simplement inutile passé un certain niveau de revenu. De plus, la situation des francophones était pire, relativement à celle des personnes d’origine britannique, au Québec qu’ailleurs au Canada; alors que l’écart entre le revenu des travailleurs d’origine britannique et des travailleurs d’origine française était de 980 $ au Canada, il était de 2038 $ au Québec.
La Commission écrit : « Nous nous trouvons donc en face d’une situation assez exceptionnelle, pour ne pas dire paradoxale. En effet, comparée à celle des britanniques, la position des Canadiens d’origine française dans l’échelle des emplois est plus favorable pour l’ensemble du Canada que pour la seule province où ils forment une majorité; en outre, ils réussissent mieux sous ce rapport dans l’ensemble du Québec que dans l’agglomération montréalaise, centre industriel de la province. Chez les [B]ritanniques, c’est exactement l’inverse. La disparité croissante n’est toutefois pas attribuable à une détérioration de la position des Canadiens d’origine française, puisque leur situation est légèrement meilleure à Montréal. Elle tient à ce que la position des [B]ritanniques est nettement meilleure à Montréal que partout ailleurs au Canada. » La conclusion était limpide : « Il semble donc que l’origine ethnique ait sur les revenus une répercussion plus grande que la connaissance des langues. » 
Si l’on s’intéresse de façon plus large à la représentation des Canadiens français dans les postes de cadres, de gestionnaires ou d’ingénieurs ainsi qu’à la propriété ou au contrôle des entreprises, il ressortait également que « les Canadiens d’origine française et ceux d’origine britannique ne sont pas des partenaires égaux. Selon toutes les mesures statistiques que nous avons appliquées, les Canadiens d’origine française se classent beaucoup plus bas dans l’échelle socio-économique. Ils sont moins bien représentés dans les postes d’influence et d’autorité, ne possèdent qu’une part réduite de la propriété des entreprises et ont moins facilement accès aux fruits de la technologie. Les emplois qu’ils occupent assurent moins de prestige et sont moins bien rémunérés; dans l’ensemble du Canada, leur revenu annuel est inférieur de 980 $ à celui des [B]ritanniques. Enfin, ils ont deux ans de moins de scolarité. Au Québec, les patrons francophones de l’industrie de fabrication ne contribuent que pour 15 % de la production provinciale ».

### La place des francophones au gouvernement fédéral
Parmi les sujets d’étude de la Commission figurent le statut, le rôle et l’emploi des langues au gouvernement fédéral. Si les deux peuples fondateurs aspirent à l’égalité, il faut d’abord que celle-ci se réalise et s’incarne au gouvernement fédéral.
Mais les données indiquent, notamment, que la connaissance de l’anglais ou du français n’est pas du tout égale parmi les fonctionnaires fédéraux. Une étude indique que de 83 à 91 % des fonctionnaires ayant le français comme langue maternelle estiment leur connaissance de l’anglais « bonne » ou « excellente ». Chez ceux qui ont l’anglais comme langue maternelle, cependant, cette proportion (relativement à leur connaissance du français) chute : elle est de 8 à 18 %. De plus, « plus de la moitié des fonctionnaires de langue anglaise admettent ne posséder aucune maîtrise du français, sauf pour la compréhension écrite. Près des trois quarts des fonctionnaires bilingues ont le français pour langue maternelle< ». Au gouvernement fédéral, le bilinguisme est un fardeau qui est assumé surtout par les francophones.
La Commission écrit : « nos recherches ont démontré que plus les francophones comptent d’années de service, plus élevée est la note qu’ils se donnent en anglais. Du côté anglophone, jamais plus de 4 %, indépendamment de leurs années de service, ne s’estiment forts en français, fût-ce même pour la compréhension écrite. Chez les francophones, l’ascension dans la hiérarchie va de pair avec la connaissance de l’anglais ».
La Commission résume : « L’anglais est employé à tous les échelons de la direction centrale, sauf dans les rapports de caractère non officiel entre francophones. » Et aussi, ce qui est fondamental : « Nous avons déjà établi que le seul bilinguisme individuel ne peut faire que le français et l’anglais deviennent langues de travail. » 
Le bilinguisme de la fonction publique fédérale avait un caractère individuel et non institutionnel. La pratique du bilinguisme reposait sur le bilinguisme individuel, ce qui défavorisait la langue la moins forte, c’est-à-dire le français. Aucun pays de plus d’une langue et d’une culture, souligne la Commission, « ne s’en est jamais remis entièrement à cette manière de procéder ». Cette manière de procéder fait en sorte que le français ne peut pas s’affirmer en concurrence avec l’anglais, quelle que soit la valeur du recrutement et des programmes d’enseignement des langues. La Commission souhaite donc réformer la fonction publique fédérale de telle sorte que le français y devienne effectivement une langue de travail. Pour ce faire, il faut créer des « unités » administratives francophones où le français serait la langue de travail : « Seul le français servira dans les unités désignées francophones. » Au bilinguisme individuel comme principe d’organisation se substituerait un bilinguisme organisationnel, institutionnel, seul garant d’une égalité réelle entre les langues.

### La question autochtone
La Commission souligne par ailleurs qu’« il existe au Canada une population indigène numériquement faible, il est vrai, mais qui a ses traditions et ses droits. Selon les statistiques de 1961, on compte plus de 200 000 Indiens et environ 12 000 Esquimaux, soit 1,2 % de la population du pays. Mais leur nombre augmente rapidement. Bien qu’ils soient les habitants les plus anciens du Canada – les cultures esquimaudes remontent à des milliers d’années et celles des Indiens à une époque encore plus reculée – ils sont cependant moins intégrés à la vie canadienne que tout autre groupe ethnique. La place qu’ils doivent occuper parmi nous, ce que l’avenir leur réserve, devraient faire l’objet d’études spéciales ».
Néanmoins, même si certains commissaires expriment un intérêt pour la question autochtone, celle-ci ne fait pas partie du mandat de la Commission stricto sensu et elle sera finalement écartée des travaux et du rapport final.

### L'apport culturel des autres groupes ethniques
Le mandat de la Commission spécifiait que celle-ci devait étudier « l’apport des autres groupes ethniques à l’enrichissement culturel du Canada, ainsi que les mesures à prendre pour sauvegarder cet apport ». Les immigrants au Canada sont appelés à s’intégrer, sans renier leur culture d’origine et leur langue maternelle, à l’un des deux groupes linguistiques du pays, les anglophones ou les francophones : « l’immigrant doit, en particulier, savoir que le pays reconnaît deux langues officielles et qu’il a deux cultures principales ». Mais il n’est pas question de donner un statut privilégié au groupe d’origine ethnique britannique ni à celui d’origine ethnique française : en effet, celui qui est d’origine autre « doit se voir offrir les mêmes chances que le citoyen qui, de par sa naissance, fait partie de l’[un] ou l’autre » de ces groupes.
Cependant, ce « choix » d’intégration qui doit être effectué par l’immigrant entre la société anglophone et la société francophone n’est pas simple, car « le facteur économique joue un rôle important [dans ce choix] et la langue anglaise pèse lourdement dans la balance, ayant pour elle sa prédominance incontestable dans la civilisation nord-américaine ». Dans ce régime d’intégration concurrentiel « où interviennent des facteurs économiques, sociaux et linguistiques, la communauté francophone, inférieure à l’anglophone sur le plan économique, ne peut pas facilement s’assurer l’adhésion des immigrants ». En raison de l’absence d’égalité entre les deux groupes, notamment sur le plan économique, « la majorité des personnes d’une autre origine ethnique se tournent presque instinctivement vers le monde anglophone » et « les répercussions d’un tel choix se font sentir dans les domaines qui sont de compétence provinciale, plus particulièrement aux niveaux social et scolaire ». La mainmise des anglophones sur l’économie et les structures politiques du pays conduit naturellement les immigrants à chercher à s’intégrer au groupe le plus fort, ce qui défavorise fortement le groupe de langue française.
Au recensement de 1961, le groupe d’origine britannique (Anglais, Écossais, Irlandais, autres) représente 43,8 % de la population et le groupe d’origine française 30,4 %. Viennent ensuite 26 autres groupes ethniques qui représentent 23,9 % de la population, ainsi que les « Indiens et Esquimaux », qui forment 1,2 % du total.
Il est à noter que, si le groupe d’origine ethnique allemande est beaucoup plus nombreux que celui des Ukrainiens, les Allemands s’intègrent très rapidement à la majorité anglophone et manifestent une faible persistance linguistique ou culturelle à travers le temps. Le groupe d’origine ethnique ukrainienne se trouve donc, en pratique, à être le troisième bloc ethnique en importance au Canada. D’où la capacité de ce groupe à influencer les débats de la Commission à travers, notamment, le commissaire d’origine ukrainienne, J. B. Rudnyckyj, qui signera une opinion minoritaire s’inscrivant en faux contre la notion de « biculturalisme » et prônant un « multi-bilinguisme< ».
Pour la Commission, le processus d’intégration des immigrants va de pair avec leur « acculturation », un processus selon lequel « l’individu ajuste son comportement à celui de la collectivité qui l’entoure ». La société d’accueil doit pouvoir intégrer ces éléments hétérogènes dans un système harmonieux de façon à réaliser « l’unité dans la diversité ». Mais elle souligne également que, « chez les autres groupes ethniques », certaines personnes « acceptent volontiers le bilinguisme officiel, mais rejettent catégoriquement le biculturalisme. Elles considèrent le Canada comme un pays officiellement bilingue et foncièrement multi-culturel ». Le binôme « bilinguisme et biculturalisme », inhérent au mandat même de la Commission et base de la pensée d’André Laurendeau, est contesté par certains représentants des « autres groupes ethniques », autre volet du mandat de la Commission.
La Commission réitère toutefois que l’on « ne saurait dissocier la culture et la langue qui lui sert de véhicule. La langue permet de s’exprimer et de communiquer avec autrui selon sa propre logique »; séparer le bilinguisme du biculturalisme risque donc, aux yeux d’une majorité des commissaires, de faire avorter tout le projet de refondation du Canada porté par la Commission.
Cependant, « les garanties accordées aux langues officielles, l’anglais et le français, ne doivent en aucune façon restreindre le droit d’utiliser d’autres langues ». Fait notable, la Commission ne ferme pas la porte à une reconnaissance « élargie », dans l’avenir, d’autres langues que l’anglais ou le français, l’ukrainien par exemple, si un nombre suffisant de Canadiens en venaient à manifester un « vouloir-vivre évident ». La Commission note que « les Canadiens de souche ukrainienne se distinguent, entre autres, par un profond attachement à leur langue maternelle, attachement d’autant plus fort qu’ils craignent la disparition de l’ukrainien dans leur pays d’origine ».

## Bilan
La Commission a été instituée par Lester B. Pearson, premier ministre de 1963 à 1968, dont la vision du Canada était ouverte à l’idée du « dualisme ». La Loi sur les langues officielles a été adoptée par le Parlement fédéral en 1969, à la suite du dépôt du livre I de la Commission en 1967. Cette loi reconnaît, pour la première fois dans l’histoire du Canada, l’égalité juridique du français et de l’anglais au niveau fédéral. Son adoption est sans contredit l’œuvre et le legs de Pearson.
En avril 1968, cependant, Pearson est remplacé par Pierre Elliott Trudeau comme chef du Parti libéral du Canada; celui-ci remporte les élections générales le 25 juin 1968. Or, Trudeau ne partage aucunement l’ouverture de Pearson relativement à la place du Québec dans le Canada. Il est profondément antinationaliste et ne cesse de fustiger dans ses écrits et ses prises de parole, en particulier, le nationalisme québécois, qui connaît un essor important durant les années 60 et la Révolution tranquille. Sa vision politique est strictement individualiste; selon lui, l’individu doit primer et « toutes les collectivités d’emblée sont suspectes ». La notion de « droits collectifs », fondement intellectuel des revendications du Québec en matière de droits linguistiques, lui est donc profondément antipathique. S’inspirant de Lord Acton, un penseur britannique, Trudeau fait également la promotion du fédéralisme, qui serait, selon lui, une forme supérieure d’organisation politique permettant de substituer la « raison » à l’« émotion inhérente au nationalisme ». Si Trudeau défend les droits linguistiques des francophones, cette défense se fonde non pas sur l’idée qu’il existerait des droits collectifs, mais sur une vision basée strictement sur les droits de la personne, de l’individu. La Loi sur les langues officielles, adoptée en 1969, reprend ainsi certaines des propositions du livre 1 de la Commission, et constitue une avancée pour les francophones en ce sens qu’elle reconnaît l’égalité juridique du français et de l’anglais au Canada (pour le gouvernement fédéral seulement); mais elle s’arrête là. Elle reconnaît des droits aux francophones en tant qu’individus et non en tant que membres d’un groupe ou d’une « collectivité francophone ».
Trudeau s’oppose explicitement à la reconnaissance juridique d’une « collectivité francophone » ou de droits et d’un statut particulier pour le Québec. Il s’oppose à la notion même de biculturalisme : « les origines historiques du pays sont moins importantes qu’on ne le pense généralement, et la preuve c’est que ni l’esquimau ni aucun dialecte indien n’ont de position privilégiée. Par contre, si six millions de personnes dont la langue maternelle est l’ukrainien vivaient au Canada, il est probable que cette langue s’imposerait avec autant de force que le français ». Selon Trudeau, donc, le statut de langue officielle accordé au français n’est que le reflet de la démographie, d’un rapport de force; si un autre groupe linguistique devait gagner en force dans l’avenir, sa langue pourrait aussi être déclarée langue officielle.
Afin de s’incarner dans la réalité, le principe d’égalité cher à André Laurendeau aurait nécessité l’octroi d’un statut spécial au Québec pour que les francophones du Québec bénéficient d’un cadre politique leur permettant de survivre et de s’épanouir au Canada.
Ce cadre aurait dû être basé sur le principe de territorialité, en opposition au principe de personnalité, afin de mettre le français à l’abri de la compétition directe de l’anglais au moins en territoire québécois. En effet, c’est seulement au Québec que les francophones ont pour eux la force du nombre, et c’est cette force du nombre qui pourrait permettre, si elle est canalisée adéquatement, aux francophones de survivre. Accorder des pouvoirs particuliers au Québec signifiait aussi nécessairement la mise en place d’un fédéralisme asymétrique, notion aussi rébarbative pour Trudeau que celle des droits collectifs; celui-ci insistait autant sur l’absolue égalité des provinces que sur celle des individus.
Plusieurs propositions importantes de la Commission, qui devaient donner corps au bilinguisme, ne verront jamais le jour. Mentionnons par exemple les « districts bilingues », auxquels s’opposent les provinces anglophones. L’Ontario ne se déclarera jamais officiellement bilingue. Le gouvernement fédéral ne créera jamais non plus d’« unités francophones » au sein de la fonction publique fédérale; le bilinguisme, comme avant la Loi sur les langues officielles, est donc toujours largement de nature individuelle et non pas institutionnelle, ce qui fait en sorte que « la mise en œuvre du programme de langues officielles à la fonction publique fédérale n’a pu influer sur la trajectoire de l’anglais comme langue prépondérante de travail ».
De façon globale, la reconnaissance du français comme langue officielle au gouvernement fédéral n’a pas permis d’arrêter l’assimilation linguistique des francophones hors Québec. Aujourd’hui, la disproportion entre le pouvoir d’assimilation de l’anglais et celui du français au Canada cause toujours un « grave préjudice démographique à la population de langue française ».
L’arrivée de Trudeau à la tête du gouvernement fédéral signe la fin du « moment Pearson », soit l’ouverture envers le Québec qui a été démontrée par le fédéral dans la première moitié des années 60. Ce changement de cap va de pair avec la montée politique d’un mouvement en faveur du « multiculturalisme », en opposition au « biculturalisme », qui se développe et gagne en force durant les années 60 au Canada. Son défenseur le plus éclatant au sein de la Commission est le commissaire ukrainien Jaroslav Rudnyckyj, qui signe une opinion minoritaire en faveur du concept dans le livre I.
Le livre IV, sur « l’apport culturel des autres groupes ethniques », est publié en octobre 1969 et capte tout de suite l’attention du premier ministre Pierre Elliott Trudeau, qui y voit une façon d’empêcher de donner suite au biculturalisme, concept pourtant fondamental dans le mandat de la Commission. Trudeau affirme : « parfois, on utilise le mot “biculturalisme”, mais je ne crois pas qu’il convienne précisément à notre pays. Je lui préfère le terme de “multiculturalisme” ». En octobre 1971, il saisit donc la balle au bond et annonce sa politique du multiculturalisme, politique qui reprend certains principes et recommandations du livre IV de la Commission. Mais Trudeau va même plus loin que le livre IV et laisse de côté toute notion de dualisme : « Dire que nous avons deux langues officielles, ce n’est pas dire que nous avons deux cultures officielles, et aucune culture n’est en soi plus “officielle” qu’une autre. » 
Avec le dépôt de la Politique du multiculturalisme, tout espoir de voir le Québec bénéficier d’un statut particulier au Canada s’évanouit. C’est la fin du dualisme rêvé par André Laurendeau. Celui-ci, il faut le noter, est mort en juin 1968, avant la fin des travaux et la rédaction du rapport final (dont le livre IV) de la Commission. Avec son décès est disparu le principal et le plus flamboyant défenseur du « principe d’égalité », ce qui a laissé une large place aux tenants du multiculturalisme.
Avec la Loi sur les langues officielles, basée strictement sur les droits individuels, et la mise au rancart du biculturalisme avec la Politique du multiculturalisme, Trudeau sépare la langue de la culture, un geste aux conséquences graves. La Commission avait pourtant émis l’avertissement selon lequel on « ne saurait dissocier la culture et la langue qui lui sert de véhicule. La langue permet de s’exprimer et de communiquer avec autrui selon sa propre logique ». En isolant la langue de son vivier nourricier culturel, il vient réduire la langue à un choix individuel, reflet de la « préférence » d’un individu. C’est le « principe de personnalité », principe qui charpente encore aujourd’hui toute la législation linguistique fédérale.
Ce choix fait par Trudeau enterre également le concept des deux « peuples fondateurs » du Canada, qui a été à la base de la vision du Canada pour des générations d’hommes politiques canadiens-français.
La refondation du Canada appelée par André Laurendeau a bel et bien eu lieu, mais le remède proposé aux maux canadiens est tout autre que celui que la Commission avait en tête. Le remède proposé par Trudeau, loin d’avoir atteint son but déclaré d’inclure avec succès les Québécois dans une nouvelle identité pancanadienne, a plutôt mené à une augmentation des frictions et des conflits entre le Canada et le Québec. Mentionnons par exemple l’adoption par le Québec de la Charte de la langue française en 1977, loi qui tente de faire contrepoids à la Loi sur les langues officielles en incorporant des principes de territorialité, ainsi que le référendum sur la souveraineté du Québec en 1995, qui a été perdu par une très faible marge par les tenants de l’indépendance.
Depuis la fin du « moment Pearson », le Canada est dans une impasse constitutionnelle et ses institutions sont « sclérosées », selon les mots du politologue Kenneth McRoberts (qui a collaboré à la Commission comme stagiaire) : « Les années 1960 furent une période extraordinaire : pour la première fois, on se posait sérieusement des questions fondamentales sur le Canada. Mais après la formulation de réponses à ces questions, au moyen de l’orthodoxie de Trudeau, et surtout après leur enchâssement dans la Constitution, il devint extrêmement difficile de considérer ces questions. Les débâcles que furent les accords du lac Meech et de Charlottetown en font amplement foi. » Aujourd’hui, on peut dire que le Canada, du point de vue des francophones, est toujours, comme au début des années 1960, « un pays à refaire ».